# Ломбок
Ломбок (инд. Lombok) острво је у Индонезији из групе Малих Сундских острва, источно од Јаве. Површина Ломбока је 4.514,11 км². На њему живи 3,35 милиона људи, по попису из 2014. године. Главни и највећи град је Матарам са популацијом од 420.941 становника, према подацима из 2008. године.

## Географија

### Положај
Источно од Ломбока је острво Сумбава, а западно је Бали. Такозвана Волисова линија, која означава биогеографску границу Азије и Аустралије, пролази мореузом између Балија и Ломбока.

### Рељеф
Рељеф острва чини планински вулкан Ринџани висок 3726 метара, трећа по величини планина у Индонезији. Овај вулкан је последњу велику ерупцију имао 1901. године, а данас се у његовом кратеру налазе језеро, топли извори и безброј малих вулканских купа.

### Клима
Клима је монсунска, а у вегетацији доминирају тропске шуме. 

## Привреда
Главна привредна активност је земљорадња (пиринач, кукуруз, памук, дуван).

## Туризам
Од осамдесетих година 20. века, Ломбок је почео да се намеће као конкурентска туристичка дестинација Балију. За оне који желе мир, а не смета им једноставан смештај, острво Ломбок је право решење. На њему се налази безброј рибарских насеља у којима се може изнајмити кућица на плажи, хранити се тек уловљеном рибом и уживати у роњењу, пливању, сунчању и спектакуларним заласцима сунца.